# アウグスト・フォン・グナイゼナウ

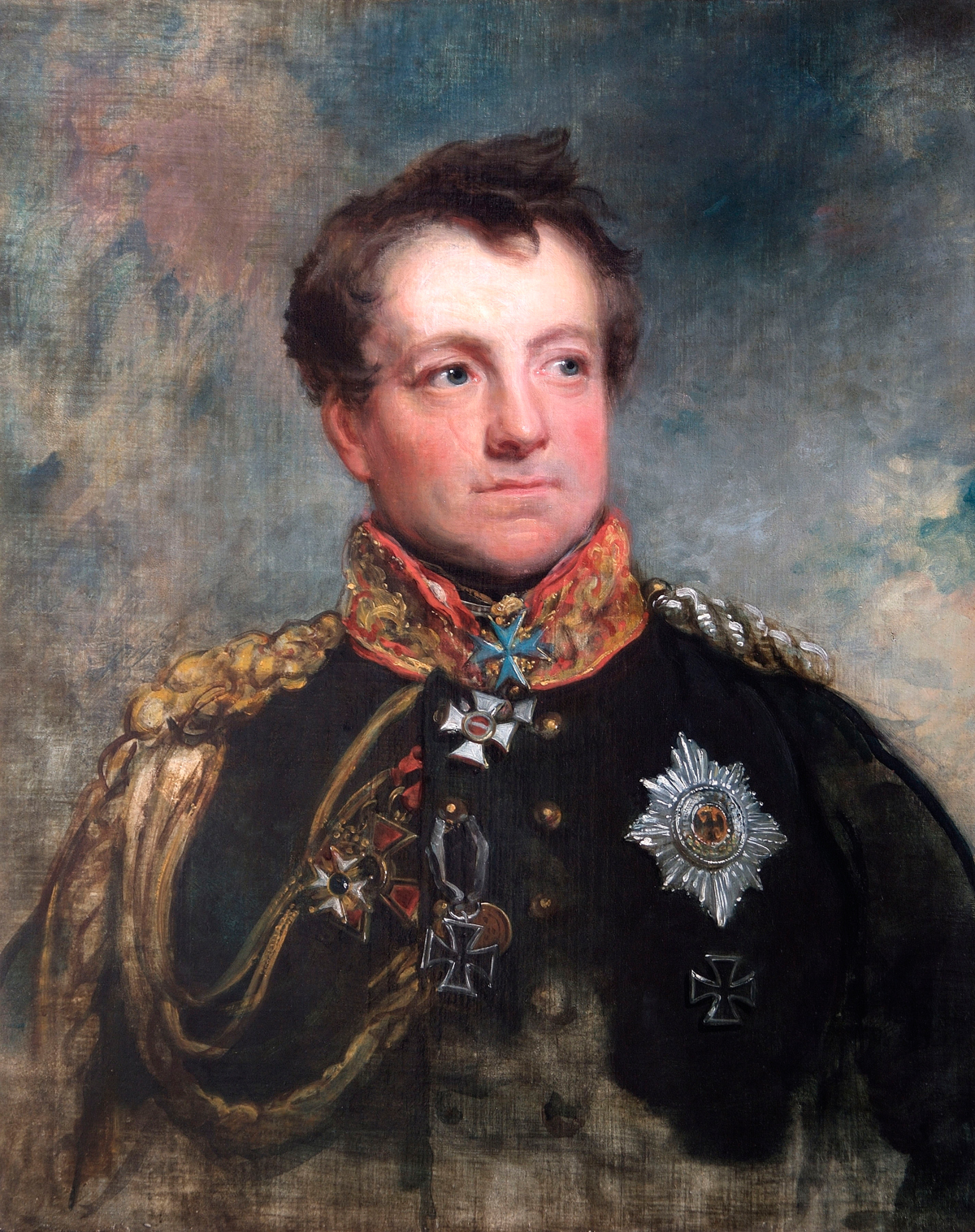
アウグスト・フォン・グナイゼナウ

ナイトハルト伯アウグスト・ヴィルヘルム・アントニウス・フォン・グナイゼナウ（独: August Wilhelm Antonius Graf Neidhardt von Gneisenau, 1760年10月27日 - 1831年8月23日）は、プロイセン王国の軍人、陸軍元帥である。ゲルハルト・フォン・シャルンホルストと共にナポレオン支配から脱却を目指したプロイセンの軍制改革者の1人で、現在も各国軍に設けられる参謀本部の先駆けとなったプロイセン参謀本部の創設者でもある。
ナポレオン戦争の同盟軍の勝利に貢献し、イエナ戦役で壊滅したプロイセンを再び強国に導いた。

## 略歴

### 初期の軍歴
1760年10月27日、ドイツ中部のザクセン選帝侯領のトルガウ近郊の町シルダウでザクセン軍の砲兵士官の息子に生まれた。ナイトハルト伯爵家は裕福ではなかった。彼が幼い頃、家族はヴュルツブルクやエアフルトを転々とした。1777年にエルフルト大学に入学、しかし二年で退学してオーストリア軍に入隊した。1782年、遠縁にあたるオーストリアのフォン・グナイゼナウ家が途絶えたので、父親がその姓を付け加え二重姓を名乗る。このため、彼も以後二重姓を使用する。この貴族の称号は出世に有利である。その後、彼はバイロイト・アンスバッハ辺境伯に任官した。アンスバッハ伯は財政難のために兵士をイギリスに払い下げ、兵士はドイツ語を話す英軍兵士としてアメリカ独立戦争に派兵される。グナイゼナウも志願してこの戦争に従軍する。

### プロイセン軍へ
1786年、米国から帰国したグナイゼナウは単調なバイロイト・アンスバッハ辺境伯のところを離れ、フリードリヒ大王のプロイセン軍に志願、歩兵中尉に任官する。1793年から1794年の対ポーランド戦でも活躍した。1796年、グナイゼナウはカロリーネ・フォン・コトヴィッツと結婚した。
1806年、プロイセンは第四次対仏大同盟を組んで対ナポレオン戦争に参加、グナイゼナウはホーエンローエ侯の参謀となって従軍した。同年10月14日、プロイセン軍はイエナ・アウエルシュタットの戦いの二回の会戦に大敗した。グナイゼナウは追撃戦の中で侯爵に代わり指揮をとり、11月6日、最後まで抵抗を続けた末にマクデブルクでフランス軍に降伏した。捕虜交換で解放されたグナイゼナウは、プロイセン王フリードリヒ・ヴィルヘルム3世の逃れたケーニヒスベルクへ向かい、レストック将軍の部下となった。グナイゼナウは、ナポレオン軍に包囲されたバルト海のコルベルク要塞に海路派遣され、ティルジットの和約が結ばれる1807年7月まで同地を守り抜いた。この功績が認められ、グナイゼナウは中佐に昇進、さらにプロイセン軍最高の栄誉であるプール・ル・メリット勲章が授与された。

### 軍制改革
講和後、グナイゼナウはシャルンホルストの組織した軍改革委員会の委員に選ばれ、プロイセン軍の再建に力を注ぐこととなった。グナイゼナウはシャルンホルストの最良の補佐官として改革に貢献した。1809年、グナイゼナウは大佐に昇進した。軍制改革は徐々に進んでいったものの、ナポレオンはこれを警戒し、さまざまな方面から圧力をかけてきた。1809年9月には改革派の首相シュタインが更迭され、その後さらにフリードリヒ・ヴィルヘルム3世自身から改革中止の命令が下された。
1811年、プロイセンがフランスと同盟を組んでロシアとの戦争に加わると、シャルンホルストら失望した改革派の士官の多くが軍を離れた。グナイゼナウも退官を考えたが、彼の才能を惜しんだ政府の意向で、状況が変わるまで特使として各国に派遣されることとなった。ロシア、スウェーデン、イギリスを巡った後、ナポレオンのロシア遠征が失敗に終わると、ベルリンに帰還した。グナイゼナウは早速、愛国派指導者として軍務に復帰した。

### ナポレオンからの解放戦争
1813年、プロイセンはフランスへ宣戦布告、いわゆる諸国民解放戦争を開始する。プロイセン軍総司令官はブリュッヘル、参謀総長はシャルンホルストであった。グナイゼナウは参謀次長となり、共に作戦の立案にあたる。しかし、プロイセンの春季攻勢は満足のいく結果を残せず、さらにリュッツェンの戦いで受けた傷がもとでシャルンホルストが死亡した。グナイゼナウはカール・フォン・クラウゼヴィッツとともにシャルンホルストの追悼の辞を書いた。政府はその公表を許さなかったが、激怒したグナイゼナウは、猛抗議をして公表を認めさせた。
シャルンホルストの死亡によりグナイゼナウが彼の後任となった。グナイゼナウは各師団に配属された参謀将校が直接参謀総長に意見上申できると定めた。また、命令伝達に命令を成文化した訓令を用いた。これによって命令の迅速な伝達と確実な理解を期待することができた。訓令を解釈するのは参謀将校の役割であるため、プロイセン軍は参謀を介して、統一した指揮系統を獲得することができたのである。
8月、第六次対仏大同盟が結成され、各方面からフランスに対する攻撃が開始された。プロイセン軍総司令官ブリュッヘルはグナイゼナウを信頼し、彼に作戦の立案から実行まで全てを委ねた。ブリュッヘルとグナイゼナウは、軍指揮官と参謀総長の住み分けのできる非常に呼吸の合ったコンビであった。また、グナイゼナウは同盟軍に自分と同じ考えを持つ参謀を派遣した。スウェーデン軍にはボイエン、オーストリア軍にはグロルマン、これによって各軍は遠く離れていながらも意思を共有することができた。
9月、対ナポレオン連合軍はかつてない規模での分進合撃によって三方からフランス軍へ迫った。10月半ば、連合軍はライプツィヒ付近で40万を超える兵力の集中に成功し、ライプツィヒの戦いでフランス軍を撃破した。この勝利は戦略レベルでの包囲を完成させたグナイゼナウの作戦によるところが大きい。同盟軍はフランス本土へ侵攻、戦術的な敗北を喫することはあったものの、戦略的にはフランス軍を着実に追い詰めていった。1814年3月13日、ブリュッヘル直率のプロイセン軍はパリへ入城した。ナポレオンはエルバ島へ追放され、ポスト・ナポレオンを議論するウィーン会議が開催された。グナイゼナウは、ナポレオンを生かしておくのは危険であり、射殺すべきだと主張したが、これは聞き入れられなかった。同年末、対フランス戦の功績によって、グナイゼナウは伯爵に叙せられた。

### ワーテルローの戦い
1815年、ナポレオンがエルバ島から脱出、いわゆる百日天下が始まった。グナイゼナウは再び参謀総長となり、総司令官ブリュッヘルのもとでナポレオンの打倒にあたることとなった。この時、イギリス軍、プロイセン軍はネーデルラント（オランダ）にあり、オーストリア軍はラインラントにあった。諸国は第七次対仏大同盟を結成し、フランス軍を包囲しようとした。しかし、ナポレオンは連合軍が合流する前に各個撃破すべく、はやくもネーデルラントへ向かっていた。6月16日、リニーの戦いでプロイセン軍は敗北、ブリュッヘルは負傷した。グナイゼナウは総司令官に代わって指揮を執り、一時的にプロイセン軍を後退させた。
リニーの戦いでイギリス軍はプロイセン軍を支援せず、グナイゼナウは彼らに対して不信感を抱いた。そこでグナイゼナウはプロイセン軍をライン方面に転じ、オーストリア軍と合流すべきかもしれないと考えた。しかし、ブリュッヘルはこれを許さず、グナイゼナウが指揮を執ってナポレオンを撃破するよう命じた。プロイセン軍は追撃しているグルーシー軍を避け、決戦場であるワーテルロー（ラ・ベル・アリアンス）へ強行軍で向かった。6月18日、イギリス軍とフランス軍が激戦を繰り広げている最中、プロイセン軍は戦場に到着し、フランス軍右翼を攻撃した。これが決定的な打撃となり、ワーテルローの戦いは連合軍の勝利に終わった。プロイセン軍は夜通しの追撃を行い、フランス軍は完全に崩壊した。6月22日、ナポレオンは再び退位し、セント・ヘレナ島へ流罪となった。11月20日、第二次パリ条約が締結され、20年以上も続いたナポレオン戦争は終結した

### ワーテルロー後と晩年
戦争終結後、グナイゼナウはコプレンツ軍司令官に任命され、旧知のカール・フォン・クラウゼヴィッツを参謀長に取り立てた。グナイゼナウは軍務をこなしつつ、意欲的な献策をベルリンへ送り続けた。しかし、献言は入れられず、むしろフリードリヒ・ヴィルヘルム3世は反動的な政治を行うようになった。1816年7月、失望したグナイゼナウは退官、王はザクセンの荘園を下賜した。1818年、グナイゼナウはベルリンの知事となり、同時に国会議員になった。1825年、ワーテルローの戦勝10周年を記念して、グナイゼナウに陸軍元帥の位が与えられた。
1831年、ポーランドに反乱の気配が現れると、グナイゼナウは辺境の軍司令官に任命された。この時、グナイゼナウは再びクラウゼヴィッツを参謀長に取り立てた。しかし、老齢のグナイゼナウに軍務は厳しく、ポズナンに駐屯している際にコレラに感染し、1831年8月23日に亡くなった。

## その他
彼の功績を称えて、後に「グナイゼナウ」と名がつけられた軍艦。
- コルベットグナイゼナウ - ドイツ帝国海軍所属のビスマルク級コルベット
- 巡洋艦グナイゼナウ - 第一次世界大戦時のシャルンホルスト級大型巡洋艦
- 戦艦グナイゼナウ - 第二次世界大戦時のシャルンホルスト級戦艦
- グナイゼナウ (フリゲート) - 西ドイツ海軍の138型教育フリゲート（ドイツ語版）で、イギリス海軍のハント級II型駆逐艦、オークレイ (駆逐艦・2代)（英語版）の後身。

## 参考書籍
- 清水多吉・石津朋之編『クラウゼヴィッツと「戦争論」』彩流社、2008年
- ヴァルター・ゲルリッツ『ドイツ参謀本部興亡史』守屋純訳、学習研究社、ISBN 4-05-400981-6
- ピーター・パレット『クラウゼヴィッツ「戦争論」の誕生』白須英子訳、中央公論社、ISBN 4-12-201816-1
- 渡部昇一『ドイツ参謀本部・その栄光と終焉』中央公論社
- セバスチャン・ハフナー『プロイセンの歴史』川口由美子訳、東洋書林、ISBN 4-88721-427-8